# Mollusken
Mollusken (engelska: The mollusc) är en komedi i tre akter, skriven av Hubert Henry Davies. Premiären ägde rum 15 oktober 1907 i London.
På svenska blev Mollusken en stor succé för Tollie Zellman i huvudrollen och hon deltog i ett flertal uppsättningar genom åren, bland annat 1923 och 1933, och spelade även in en radioteaterversion.
1964 spelade TV-teatern Mollusken i regi av Gösta Folke och med bland andra Agneta Prytz, Gösta Prüzelius och Gunnar Ekström i rollerna.

## Roller
- Mrs. Dulcie Baxter
- Mr Richard Baxter
- Mr Tom Kemp
- Miss Roberts